# La paura del saggio
La paura del saggio (The Wise Man's Fear) è un romanzo fantasy del 2011, secondo libro della trilogia Le Cronache dell'Assassino del Re (The Kingkiller Chronichles) di Patrick Rothfuss. È stato pubblicato negli Stati Uniti il 1º marzo 2011, a distanza di quattro anni dal primo volume, e il 1º settembre in italiano.

## Trama
Nel secondo giorno di racconto a Cronista, Kvothe continua a narrare il suo periodo di apprendistato e le sue gesta all'Accademia e al di fuori di essa.
Il libro si può dividere in due sezioni: l'Accademia e il viaggio a Severen.

### L'Accademia
Mentre si trova all'Accademia, Kvothe continua il suo apprendistato e dimostrando che ovunque spazi il suo interesse le sue abilità sono superiori a quelle degli altri studenti.
Mentre continuano i suoi conflitti con alcuni maestri, Kvothe riottiene il diritto di frequentare l'Arcano. L'interesse di Kvothe, oltreché sullo studio diretto delle sue materie, si concentra soprattutto sul rintracciare notizie sui Chandrian ma nonostante i suoi sforzi, sono poche le notizie certe trovate su di loro.
I suoi contrasti con Ambrose sfociano in nuovi e continui dispetti tra i due tra cui spicca la somministrazione di un veleno a Kvothe che quasi lo fa finire in guai molto seri con i maestri e con la sua usuraia Devi che viene ingiustamente sospettata da Kvothe di essere la responsabile degli attacchi che subisce tramite simpatia.
L'amicizia particolare con Denna prosegue tra alti e bassi finché Denna, come al suo solito, sparisce dalla circolazione.
A questo punto Kvothe viene accusato di stregoneria e processato. Assolto, a causa della cattiva pubblicità fatta all'Accademia, i suoi amici gli consigliano vivamente di sparire per qualche tempo.
Sempre alla ricerca di un mecenate, il suo amico Therpe gli consiglia di presentarsi alla presenza del Maer, un potente signore nel lontano città di Severen. Sparita Denna e senza la possibilità di frequentare l'Accademia, Kvothe accetta con entusiasmo la possibilità di trovarsi un mecenate che possa risolvere i suoi problemi finanziari.

### Severen
Kvothe arriva nel Maer senza niente di più che il suo liuto. Con qualche stratagemma e l'aiuto della sua sagacia, riesce a farsi ammettere alla presenza del Maer e da lì ad essere accettato a corte. Dopo un periodo di conoscenza reciproca durante il quale Kvothe salva la vita del Maer dall'arcanista di corte che lo stava avvelenando, il Maer comunica a Kvothe la natura della sua missione: aiutarlo a conquistare il cuore di una donna per farne sua moglie.
A Severen, Kvothe ritrova anche Denna, con la quale trascorre sempre molto tempo finché i due non litigano a causa dei Chandrian.
Mentre si applica nell'intento di aiutare il Maer questi decide di mandare Kvothe assieme ad alcuni mercenari alla ricerca di alcuni banditi che stanno saccheggiando gli emissari dopo la raccolta delle tasse. Dopo lunghe ricerche, trovano il campo dei banditi e uccidono tutti i banditi tranne il loro capo. Durante la battaglia, Kvothe dà sfoggio delle sue abilità e del grande potere di cui è dotato, determinante per la sconfitta dei banditi.
Sulla via del ritorno a Severen, il gruppo di Kvothe si imbatte nella bellissima Felurian, che soggioga per qualche tempo Kvothe trascinadolo nel regno di Fae e dal quale Kvothe riesce a uscirne dopo molto tempo soggettivo, mentre al di fuori del regno di Fae, solo poche ore sono trascorse.
Durante la ricerca dei banditi, Tempi, uno dei mercenari del suo gruppo, comincia ad istruirlo alle vie del Ketan e del Lethani, una filosofia di vita e combattimento. Per via di questo insegnamento, proibito al di fuori dei cittadini di Ademre, Tempi è costretto a tornare in patria per essere giudicato per questo comportamento. Kvothe decide di seguirlo per poter testimoniare a suo favore. Ad Ademre, Kvothe riesce a portare avanti il suo addestramento del Ketan e del Lethani.
Lasciata Ademre e di ritorno a Severen, lo aspetta la prova più difficile del suo viaggio: trovata una compagnia di Adema Ruh, Kvothe capisce di essere in compagnia di impostori. Per salvare due ragazze rapite dal gruppo, Kvothe uccide tutta la comitiva dei finti Edema Ruh.
Tornato dal Maer, Kvothe scopre Denna è di nuovo sparita e che il Maer ha preso in moglie la donna corteggiata ma ha con questa un duro scambio di parole per via della sua appartenenza agli Edema Ruh. Il Maer è obbligato a congedare Kvothe che torna così all'Accademia dove riprende la sua istruzione.

## Edizioni
- Patrick Rothfuss, La paura del saggio, Collezione Fantasy, Fanucci Editore, 2011, ISBN 9788834727287.